# Czerdakły
Czerdakły (dawniej Pokrowskoje) – osiedle typu miejskiego w Rosji, w obwodzie uljanowskim. W 2010 roku liczyło 11 440 mieszkańców.
Miasto położone jest 35 km od Uljanowska, w pobliżu jeziora Wielikoje. Przez Czerdakły przebiega kujbyszewska linia kolejowa i autostrada P178 (Sarańsk – Uljanowsk).